# Mutande

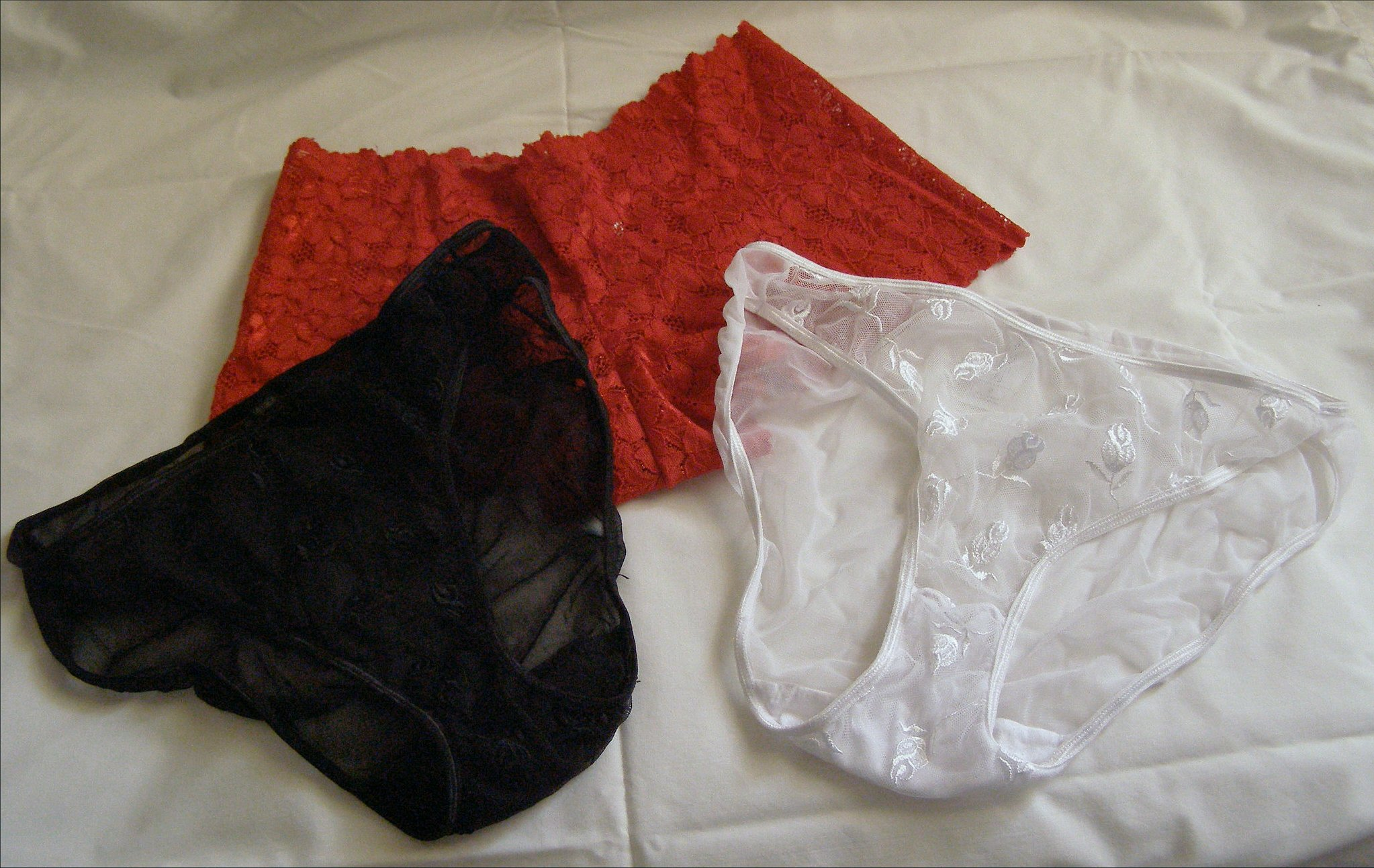
Mutandine da donna.

Le mutande sono un capo d'abbigliamento, sia da uomo che da donna, in genere composto di materiali naturali come cotone o seta oppure artificiali come nylon, lycra, tulle, da indossare a contatto con le parti intime.

## Etimologia
Il termine italiano mutande deriva dal gerundivo latino mutandae (gerundivo di mutare) che significa da cambiarsi.

## Storia
Durante il periodo longobardo le mutande erano anche note come femoralia, il termine è riferito da Paolo Diacono. Alahis, duca di Trento, fa rispondere a un diacono - che gli domandava udienza al fine di trasmettere un'ambasciata da parte dell'arcivescovo di Pavia - che questi poteva essere ricevuto solo «si munda femoralia habet» (se ha/porta mutande pulite). Anticamente le mutande erano un indumento tipicamente maschile, solitamente in lino e di lunghezza variabile a seconda della moda del periodo. Le donne solitamente non portavano mutande ma la camicia.
Nel 1500 braghesse larghe e lunghe fino al ginocchio furono a volte indossate in Italia, ma diventarono subito un indumento per le prostitute, pur essendo state introdotte - si dice - da Isabella d'Este.
Le mutande femminili entrarono nell'uso comune piuttosto tardi. All'inizio dell'Ottocento, diventarono, pur fra molte resistenze, parte della biancheria femminile: il modello era formato da lunghe brache tubolari accuratamente nascoste. Era vietato pure nominarle e le si chiamava  tubi della decenza. Assieme alle mutande proliferò la biancheria intima, bianca e ornata di pizzo. Essa era tuttavia riservata soprattutto alle signore, e solo all'inizio del Novecento entrò anche nell'uso delle classi popolari. Quando cominciarono ad essere adottate più ampiamente non mancarono le critiche. 
Durante l'Ottocento solo alle bambine era dato girare con la gonnella corta e le mutande bene in vista; si trattava di un primo tentativo di creare una moda infantile, che mai era esistita prima di allora. Coll'andar del secolo le mutande si accorciarono e arricciarono. Con l'avvento della celebrata donna fatale la biancheria assunse tonalità più erotiche, e addirittura le mutande si mostrarono, appaiate a calze nere, nello sfrenato ballo del can can. Negli anni 1920 le mutande diventarono corti pagliaccetti, per poi accorciarsi sempre di più fino agli anni Sessanta, quando la minigonna obbligò ad usare slip di piccola taglia. Sebbene questo indumento sia generalmente considerato necessario sia per gli uomini che per le donne, non tutti portano le mutande. In particolare le donne di spettacolo preferiscono talvolta rinunciarvi specie sotto certi abiti da sera, per evitare che l'intimo risulti visibile.
Nel linguaggio moderno la mutanda assume anche significati metaforici, ad esempio l'espressione "mutanda in testa" indica il legame tra due componenti di una coppia che comporta l'impossibilità da parte di uno dei componenti di essa, a compiere azioni non gradite dal partner.

## Tipologie
Le mutande hanno forme diverse a seconda che siano da uomo o da donna.

### Mutande da donna
Le donne utilizzano più tipi di mutande (che nella loro versione femminile possono essere chiamate mutandine, indipendentemente dalle effettive dimensioni e dal modello):
- lo slip (simile a quelli da uomo);
- il tanga, uno slip estremamente sgambato, tanto da consistere, sui fianchi, in un semplice cordoncino o nastrino;
- il perizoma, diverso dallo slip per il fatto di essere costituito, nella parte posteriore, da una strettissima striscia di tessuto (o in un cordoncino); una volta indossato l'indumento, la parte posteriore si posiziona all'interno dell'incavo tra le natiche e viene quindi totalmente nascosto, lasciando quindi le natiche quasi interamente nude;
- la brasiliana, una via di mezzo tra slip e perizoma, caratterizzata dall'avere la parte posteriore costituita da un triangolo che copre solo una parte minima del sedere;
- la culotte, uno slip piuttosto alto che copre tutto il sedere ed eventualmente una parte delle cosce; può svolgere una blanda funzione contenitiva.
- esistono inoltre vari tipi di guaina (un indumento contenitivo destinato e modellare e contenere vita, addome e sedere) aventi foggia di mutandina, sia con gamba, sia sgambate; esse sono appunto dette guaina mutandina. Ad esempio la mutanda-guaina contenitiva da gravidanza.

### Mutande da uomo
Per gli uomini esistono vari modelli di mutanda: 
- gli slip (sgambati);
- i boxer (boxer briefs, attillati, boxer shorts a forma di pantaloncino);
- il sospensorio,  indumento intimo maschile consistente in un sacchetto elasticizzato atto a contenere i genitali, particolarmente utilizzato a fini sportivi e medici;
- il perizoma;
- le mutande di lana, che si distinguono, oltre che per il tessuto (la lana, appunto) anche per il fatto di scendere fino alle caviglie, indossate dai militari tra le mutande ed i pantaloni.

## Nei media
- Riso amaro (1949)
- Quando la moglie è in vacanza ("The Seven Year Itch", 1955). (La famosa scena in cui uno sbuffo d'aria dalle feritoie della metropolitana solleva le gonne a Marilyn Monroe)
- Certi piccolissimi peccati ("Un éléphant ça trompe énormément", 1976). (In questa commedia romantica, la stessa scena è rivissuta da Anny Duperey)
- La signora in rosso ("The Woman in Red", 1984). (Remake di Certi piccolissimi peccati, la  scena è rivissuta da Kelly LeBrock)